# Macabí (Banes)
Macabí es un consejo Popular del municipio Banes, en la provincia de Holguín. Tiene una extensión territorial de 16 km² y una población de 2.344 habitantes.

## Ubicación
Se encuentra ubicado en el municipio de Banes, al norte limita con los Consejos Populares Reparto Silva y Flores, al sur con la Bahía de Banes, al este con la Bahía de Banes y el Consejo Popular Centro Ciudad Sur y al oeste con los Consejos populares de Flores y Los Pinos.
Tiene una extensión territorial de 16 km².

## Características
Con predominio de terrenos llanos, rodeado por costas, es un cayo de la Bahía de Banes.

## Desarrollo económico
Dedicado principalmente a la agricultura

## Desarrollo social
Este consejo lo conforman 6 circunscripciones; 4 en el área urbana (Macabí) y 2 en el área rural (una en Varona y La Curva y una en Veguita 3, El Donque y Cantera).
El mayor por ciento de las viviendas del poblado tienen un estado constructivo bueno; cuentan con sistema de electrificación; agua potable, corriente; red de alcantarillado; calles pavimentadas; servicios de salud pública, instituciones educacionales y culturales, cuenta con la instalación de una nueva planta, por medio de fibra óptica.
En cuanto al trabajo político e ideológico se cuenta con una Asociación de Combatientes de la Revolución Cubana. Programa de Trabajadores Sociales, zonas de los CDR, Bloques de la FMC y Núcleos del PCC en la población y Comité de base de la UJC.
Además existen centros para la práctica religiosa espiritual, evangélica y católica. También un barrio (La Pasa) con un grupo de testigos de Jehová.
Al relacionar los servicios de comercio y gastronomía, se cuenta con Bodegas de Víveres, un Mercado Agropecuario Estatal, dos Restaurantes, Nicaragua y Mar Azul, Panadería y Merendero "La Cantina". Además Peluquería-Barbería; Comunicaciones Telefónicas, Correos, Taller de Reparación de Radio, Televisión, Fogones y otros equipos electrodomésticos.

### Educación
Dentro de las instituciones educacionales se cuenta con un Centro Politécnico Interno y una Secundaria Básica, actualmente centros mixtos, la escuela primaria Félix Varela, además de un anexo de la escuela especial Dionisio San Román.

### Salud
En cuanto a los servicios de salud, existen tres Consultorios del Médico y la enfermera de la Familia. Una clínica estomatológica y una farmacia.

### Cultura
Dentro de los servicios culturales se cuenta con la Casa de Cultura Rubén Darío, con un amplio programa de actividades para el disfrute y recreación de la población, con la cooperación de los grupos de aficionados teatro infantil como juvenil, además de los Promotores Culturales, el Cine Sandino, la Biblioteca Pública, la Librería, Salas de Televisión y video, una Ludoteca y un Joven Club de Computación y Electrónica.

### Arquitectura de Macabí
En la medida en que la arquitectura se ha ido modelando a través del tiempo, ha tenido en cuenta diversos factores. En primer lugar, de clima, factores de recursos, de las materias de las cuales se dispone.
La arquitectura cubana ha tenido un sello muy peculiar en su identidad, siempre ha sido auténtica y legítima.
El período neocolonial cubano ofrece un rico y variado conjunto de hechos que tipifican la penetración y las actividades del imperialismo norteamericano en Latinoamérica. La temprana sujeción de la isla a los intereses imperialistas, la convirtió en un apropiado modelo experimental, sobre el cual Estados Unidos probó muchos de los mecanismos y procedimientos que pondría en práctica posteriormente, al extender su dominio a otras áreas de América Latina y del mundo.

#### Penetración norteamericana
En la década de 1880, se establece en Banes la familia Dumois, de origen francés, radicados en Santiago de Cuba y dedicados inicialmente al cultivo del banano, en 1887, animados por el auge del comercio bananero se asocian con algunos terratenientes para fomentar una gran plantación en Banes, región de tierras abundantes y vírgenes que gozaban además de una ventajosa ubicación para el tráfico marítimo.
Al iniciarse la guerra del 95 los Dumois logran mantener sus negocios al establecer tratados, el 11 de agosto de 1896 las fuerzas libertadoras ocupan e incendian Banes y destruyen las plantaciones, así sus dueños huyen hacia los Estados Unidos donde permanecen hasta la terminación de la guerra.
A partir de 1898 continúa la penetración económica de grupos norteamericanos vinculados al proceso de monopolización.

#### Establecimiento de la United Fruit Company
En marzo de 1899 se funda la United Fruit Company en el estado de Nueva Jersey la cual se apodera de las propiedades, dada la situación socioeconómica que vive el país como resultado de la guerra la cual afecta los intereses de la familia Dumois.
Durante el periodo de ocupación militar norteamericana (1899-1902) comienza la compra de tierra a precios muy bajos.
La United Fruit Company con gran sentido práctico se interesó desde el inicio de sus actividades azucareras en instalar su primera unidad de producción, con ese fin se seleccionó a Cayo Macabí un pequeño islote enclavado en la Bahía de Banes.

#### Primeras construcciones en el Batey
La ciudad de Banes a raíz de la colonización de la United Fruit Company estaba dividida en varias zonas o barrios, en ellas se encontraba el comercio, algunas fábricas, las residencias y otras edificaciones al estilo de villa norteamericana.
Uno de esos barrios era Macabí; pequeño islote enclavado en la Bahía de Banes que fue unido a la tierra firme rellenando el espacio comprendido entre dos lugares de terreno que partían uno desde tierra firme y otro desde el propio cayo.
Los hermanos Dumois fueron los primeros propietarios de este lugar donde tenían grandes plantaciones de diferentes cultivos, luego la United Fruit Sugar Company adquirió estas áreas de tierra en las inmediaciones de la Bahía de Nipe y comenzaron en el año 1900 la construcción del Central Boston; luego CAI Nicaragua hoy Empresa Agropecuaria Nicaragua.
Junto a la construcción del CAI los habitantes de la región instalaron vías férreas, se construyeron dos muelles, se dotó la industria con un batey compuesto por 18 edificaciones (6 casas para la administración y empleados y 12 viviendas y barracones para trabajadores), a los que se fueron sumando otras de modo acelerado hasta alcanzar la cifra de 198 edificaciones (casas y barracones) en las primeras décadas del siglo. Su política en el batey del central era destruir una casa o más, si es posible por cada nueva que se construyera, esto naturalmente tiende a evitar el aumento de la población, incluso se prohibió la construcción a través de la iniciativa individual, solo se permitían hacer aquellas viviendas que edificaba la propia compañía, donde usaban como materiales madera y zinc.
“El barrio Americano” (hoy área del malecón): el origen de este barrio está en virtud del asentamiento de la administración monopolista de la United Fruit Company y de altos empleados, que caracteriza por su similitud a una vivienda norteamericana, las características principales se manifiestan en un conjunto de tipologías identificadas por la construcción sobre pilotes, hechas de madera, techo de zinc, con una amplia distribución físico – espacial en su interior, las paredes exteriores e interiores de doble forro, los pisos de madera eran entarimados y barnizados, las puertas y ventanas se encontraban protegidas por cristales y en otros casos por tela metálica, los exteriores son espacios abundantes, ambientados con áreas verdes y jardines.
También existían dos cuarterías sobre pilotes construidas de madera con techo de zinc y una distribución de 12 habitaciones con pasillo central que daba acceso por el interior al baño colectivo, la unión de las tablas en las paredes es por machihembrado, el piso era entarimado.
En el área del centro de Macabí hay alrededor de 100 viviendas construidas de ladrillo refractario con techo de teja francesa, puertas y ventanas de madera con una división de sala, comedor, tres cuartos, cocina y baño.
Otra construcción de esa época era el club que funcionaba como una sociedad de recreo al que solo asistían los blancos donde realizaban bailes, comidas y otras actividades, esta instalación era de madera biplanta montada sobre pilotes con techo de zinc, piso de madera con un amplio corredor con barandas puertas y ventanas de madera con diversos diseños.

#### Construcciones después del Triunfo Revolucionario
Después del Triunfo de la Revolución el 1 de enero de 1959, se amplió la construcción de viviendas fuera de los límites del casco histórico debido al incremento de la población en el territorio construyéndose edificios multifamiliares, se realizó la construcción del Politécnico 10 de octubre, y de otras instalaciones de carácter social como consultorios del médico de la familia, el Complejo donde se encuentra ubicada la farmacia, la biblioteca pública, librería y peluquería, se construyó la tienda que está en los edificios de la entrada del politécnico y las viviendas pertenecientes al Reparto Julio Antonio Mella y otras fuera de los límites del lugar.
De modo que Macabí tiene el privilegio, en términos de identidad, no solamente de haber tenido un rostro propio, sino de ser un lugar que sigue contando la historia cuando uno la recorre.

### Deporte
Instalaciones deportivas en las escuelas y un campo para jugar béisbol además de uno de fútbol.

## Fuente
- Trabajadores sociales

- Datos: Q5988635